# 西蒙·彼得松
西蒙·彼得松（瑞典語：Simon Pettersson，1994年1月3日—），瑞典田徑運動員，他代表瑞典隊參加了日本舉行的2020年夏季奧林匹克運動會，並且在男子鐵餅比賽上獲得銀牌。